# Graça Fonseca
Graça Maria Fonseca Caetano Gonçalves (ur. 13 sierpnia 1971 w Lizbonie) – portugalska polityk, socjolog i samorządowiec, posłanka do Zgromadzenia Republiki, od 2018 do 2022 minister kultury.

## Życiorys
Absolwentka prawa na Uniwersytecie Lizbońskim. Uzyskała magisterium z socjologii na Uniwersytecie w Coimbrze i doktorat w tej dziedzinie w ISCTE – Instituto Universitário de Lisboa. Pracowała jako nauczyciel akademicki na Uniwersytecie w Coimbrze. W latach 2000–2002 była zastępczynią dyrektora jednego z biur w ministerstwie sprawiedliwości, a od 2005 do 2008 kierowała gabinetem ministra administracji i spraw wewnętrznych.
Zaangażowała się w działalność polityczną w ramach Partii Socjalistycznej. W latach 2009–2015 wchodziła w skład władz miejskich Lizbony, zajmując się m.in. kwestiami ekonomii, innowacji i administracji. W wyborach w 2015 z ramienia socjalistów uzyskała mandat deputowanej do Zgromadzenia Republiki XIII kadencji. W 2019 i 2022 z powodzeniem ubiegała się o poselską reelekcję.
W listopadzie 2015 została sekretarzem stanu odpowiedzialnym za modernizację administracji. W październiku 2018 objęła urząd ministra kultury w rządzie Antónia Costy. W październiku 2019 pozostała ministrem kultury w drugim gabinecie dotychczasowego premiera. Zakończyła urzędowanie w marcu 2022.
Jest jawną lesbijką.